# Xiaoxitian Jiao
Xiaoxitian Jiao (chinesisch 小西天角 ‚Landspitze des kleinen westlichen Himmels‘) ist eine Landspitze im Norden von Nelson Island im Archipel der Südlichen Shetlandinseln. Auf der Stansbury-Halbinsel begrenzt sie die Bucht Cehuixuezhe Wan nach Osten. Die Landspitze ist Standort von Robben- und Pinguinkolonien.
Chinesische Wissenschaftler, die sich wegen der zerklüfteten Felsen auf der Landspitze an die Umgebung der Stadt Guilin erinnert fühlten, benannten sie 1986.